# Culture du Bangladesh

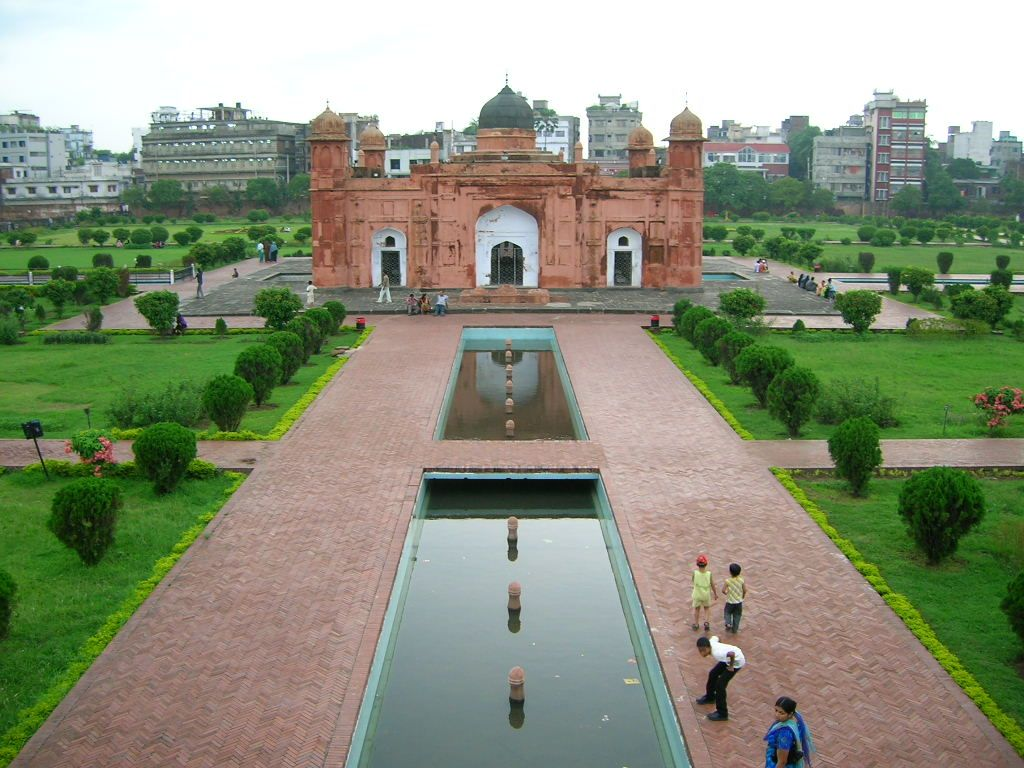
Fort de Lalbagh

La culture du Bangladesh (162 millions d'habitants en 2020) est un mélange complexe, vieux de 2 500 ans, de plusieurs cultures et religions, dont l'islam, l'hindouisme, le jaïnisme, le bouddhisme, etc.

## Langue(s)
- Langues au Bangladesh
- Langues du Bangladesh

## Traditions

### Religion(s)
- Religion au Bangladesh (en), Religion au Bangladesh (rubriques)
- Islam au Bangladesh (90,4 %)
  - Hijab au Bangladesh (en)
  - Ahmadisme au Pakistan, Persécutions des Ahmadiyya (en) (Ahmadisme)
- Hindouisme au Bangladesh (en) (8,5 %) (12 680 000 hindouistes en 2010, 13 790 000 en 2020, estimations)
- Sikkisme au Bangladesh (en) (23 000 croyants déclarés
- Religions populaires bengalies (en) (Balarami, Baul, Sahedhani, Karta bhaja, Matuya, Jagomohani, Nyadar)
- Bouddhisme au Bangladesh (0,6 %) (1 000 000 croyants environ)
- Christianisme au Bangladesh (en) (0,4 %) (600 000 croyants environ)
- Liberté de religion au Bangladesh (en)
- Irreligion au Bangladesh (en) (1 %)
- Attaques d'extrêmistes islamistes au Bangladesh (en)

Le Bangladesh est ethniquement assez homogène, 98 % des habitants étant bengalis. La majorité des Bangladais est musulmane (88 %). Il y a également, en moindre nombre, des hindous, des bouddhistes et des chrétiens.

### Symboles
- Armoiries du Bangladesh
- Drapeau du Bangladesh
- Amar Shonar Bangla, hymne national du Bangladesh

### Croyances
- Fantômes en culture bengalie (en)

### Fêtes

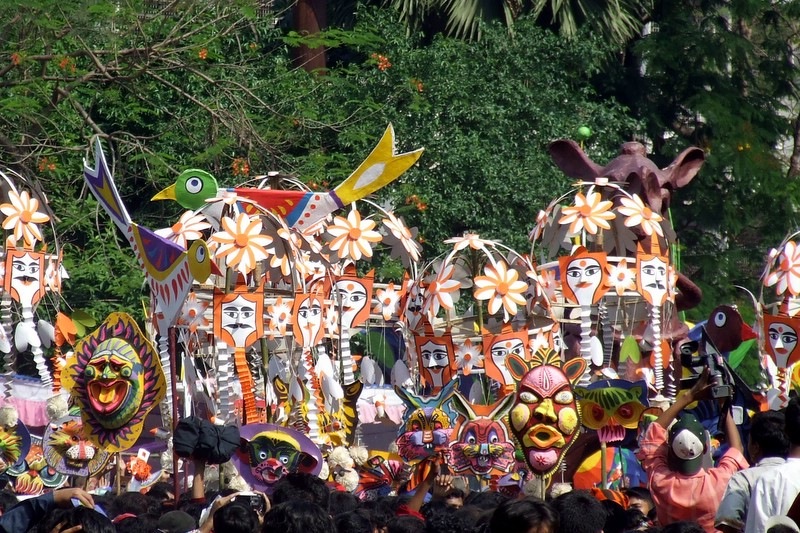
Pohela Boishakh

Parmi les fêtes et festivals les plus populaires, on trouve Pohela Baishakh (le premier jour du calendrier bengalî), le Jour de l'indépendance, le Jour de deuil, la Journée du Mouvement pour la Langue, durga puja (festival hindou), et les plus importantes fêtes musulmantes : Aïd el-Fitr, Aïd el-Kebir, et la Passion d'al-Husayn (Moharram).

### Mariage
Un mariage traditionnel est organisé par les ghotok (marieuses), typiquement des amis ou parents du couple. Ils facilitent les présentations et aident à convenir d'un honorable montant pour la dot. La cérémonie est divisée en quatre parties : la gaye holud de la femme, la gaye holud de l'homme, la beeya et la bou bhaat, qui ont souvent lieu sur des jours séparés. Le premier évènement d'un mariage est symbolique : l'homme donne à la femme un anneau marquant les « fiançailles » (en réalité déjà commencées).
Lors de la gaye holud de la femme, la famille de l'homme (sauf l'homme lui-même) vont en procession chez la femme. On décore de henné les mains de la femme, assise sur un dais et habillée le plus souvent en orange ; toutes les personnes présentes lui donnent à manger des gourmandises, un à un.
Le mariage lui-même est la beeya, organisée par la famille de la femme. Ce jour-là, les membres les plus jeunes de la famille de la femme barricadent l'entrée et demandent de l'argent à l'homme pour le laisser entrer. L'homme et la femme sont assis séparément, et un kazi (personne habilitée par le gouvernement à effectuer la cérémonie), accompagné des parents et d'un wakil (témoin) des deux côtés demandent le assentiment de la femme, puis de l'homme, pour l'union.
S'ensuit la fête, bhou bhaat, organisée par la famille de l'homme, beaucoup plus informelle que la beeya.

## Société
- Politique au Bangladesh
- Droits humains au Bangladesh (en)
- Abus contre les droits humains au Bangladesh (en)
- Corruption au Bangladesh (en)
- Peine de mort au Bangladesh
- Exécutions extrajudiciaires et disparitions forcées au Bangladesh (en) (2009-2023)

## Littératures
- Littérature en bengali
- Littérature populaire au Bangladesh (en)
- Histoire de la littérature au Bangladesh (en)
- Écrivains bangladais
- Liste d'écrivains du Bangladesh (en)

### Littérature ancienne
- Littérature en bengali moyen (en) (XVe siècle-XVIIIe siècle)

### Littérature moderne
- Renaissance du Bengale (1800-1940), de Râm Mohan Roy à Rabindranath Tagore

### Littérature contemporaine
- Hungry generation (1960-1970)
- Mouvement Prakalpana (1969)
- Littérature bengalie du Nouvel Âge (en) (XXIe siècle)
- Prix littéraires :
  - Prix littéraire de l'Académie Bangla (depuis 1960)
  - Prix littéraire BRAC Bank-Samakal (en) (depuis 2011)
- Littérature anglophone du Bangladesh (en)
- Romans bengalis (en)
- Poésie bengalie (en)
  - Liste de poètes en bengali (en)
  - Liste de poètes bangladais (en)
- Weekly Bichitra, magazine hebdomadaire littéraire (1972-1997)

### Littératures proches
- Maldives : Littérature aux Maldives (en)
- Népal : Littérature népalaise (en), Écrivains népalais
- Inde : Littérature indienne
- Pakistan : Littérature pakistanaise, Écrivains pakistanais
- Sri-Lanka : Littérature srilankaise (à créer), Écrivains srilankais

## Média
- Média au Bangladesh (rubriques)
- Censure au Bangladesh (en)
- Liste de films interdits au Bangladesh (en)

### Presse
- Liberté de la presse au Bangladesh (en)

### Internet
- Internet au Bangladesh
- Blogueurs bangladais

## Arts visuels

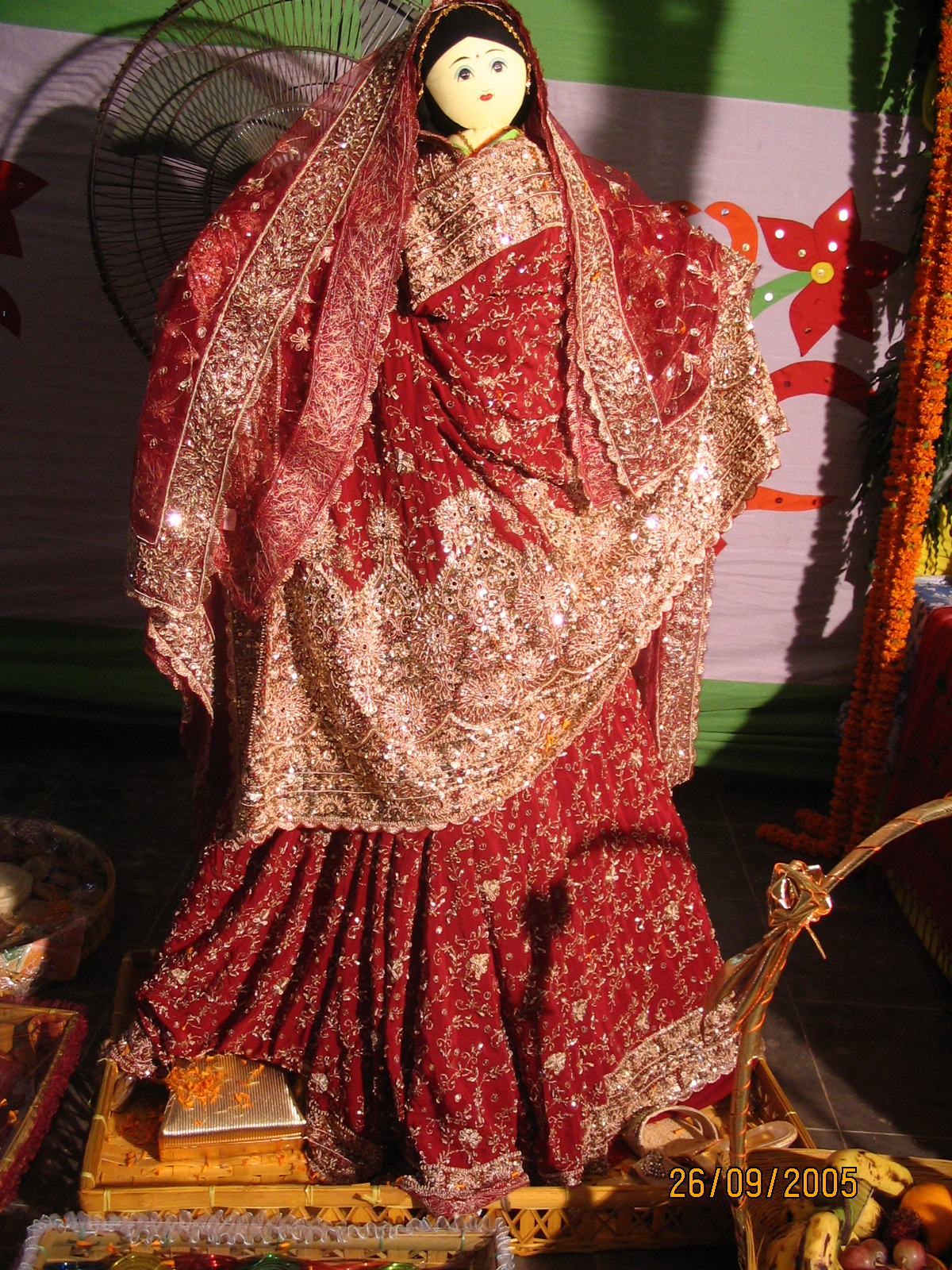
Poupée traditionnelle

Plusieurs artistes peintres bangladais sont connus : Zainul Abedin, Quamrul Hassan, Hashem Khan, Ronobi, Ahmed Shahabuddin, SM Sultan, Najib Tareque (et son Studio 6/6)...

### Dessin et estampes
- Catégorie des graveurs bangladais

### Peinture
- Catégories des peintres bangladais

### Sculpture
- Sculpture au Bangladesh (en)

### Architecture
- Architecture au Bangladesh (en)

### Photographie
- Photographie au Bangladesh (en)

## Arts du spectacle
- Arts de la performance au Bangladesh (en)

### Musique(s)

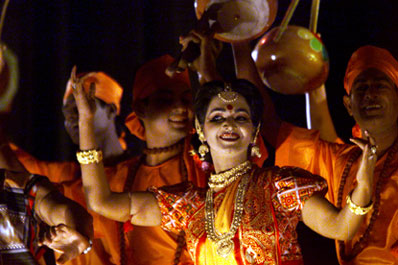
Danseuse

La musique et la danse du Bangladesh ont de manière générale trois styles : classique, folklorique et moderne. Le style classique est influencé par des formes classiques de la musique du sous-continent indien, avec l'influence de plusieurs danses, dont bharata natyam et kuchipudi. Plusieurs danses populaires du nord-est du sous-continent indien, dont le monipuri et le santal, sont pratiquées au Bangladesh, quoique souvent dans des formes spécifiquement bengalies.
Il y a une riche tradition de chansons folkloriques, avec des paroles parlant de spiritualité, mysticisme et dévotion, et particulièrement d'amour. On y reconnaît les traditions bhatiali, baul, marfati, murshidi et bhawaiya. Les compositeurs notoires sont Lalon Shah, Hason Raja, Kangal Harinath, Romesh Shill et Abbas Uddin. Parmi les plus modernes, on trouve Rabindra Sangeet et Kazi Nazrul Islam et plusieurs groupes rock.
Il y a plusieurs instruments de musique, dont la flûte de bambou (banshi), les tambours (dole), un simple instrument à une corde appelé ektara, un instrument à quatre cordes appelé dotara, et les mandira (petits instruments de percussion en métal).

### Théâtre
Le théâtre est populaire au Bangladesh, que ce soit dans la tradition bengalî ou occidentale. Jatra, ou théâtre folklorique, parle de héros, de contes mythologiques et de contes folkloriques d'amour et de tragédie, tous en théâtre à ciel ouvert.
- Théâtre au Bangladesh (en)
- Jatra
- Théâtre bengali (en)

### Autres: marionnettes, mime, pantomime, prestidigitation
- Arts mineurs de scène
- Arts de la rue, Arts forains, Cirque,Théâtre de rue, Spectacle de rue,
- Marionnette, Arts pluridisciplinaires, Performance (art)…
- Arts de la marionnette au Bangladesh sur le site de l'Union internationale de la marionnette

### Cinéma
- Réalisateurs bangladais
- Scénaristes bangladais
- Films bangladais

## Arts de la table

### Cuisine(s)
La cuisine du Bangladesh est caractérisée par l'abondance des épices et la multiplicité des saveurs. Le poisson est la source principale de protéine, le Bangladesh ayant une longue façade maritime. La cuisine est également connue pour ses gourmandises (rasgulla, chomchom, etc.).

## Santé
- Catégorie:Santé au Bangladesh,	Protection sociale

### Activités physiques
- Nuntaa (jeu) (en)

### Sports, arts martiaux
- Catégorie:Sportif bangladais
- Catégorie:Sport au Bangladesh

Les sports les plus populaires au Bangladesh sont le cricket, le football et le kabaddi.
- Bangladesh aux Jeux olympiques, Association olympique du Bangladesh
- Bangladesh aux Jeux du Commonwealth
- Championnat du Bangladesh de football, Fédération du Bangladesh de football
- Bangabandhu National Stadium
- Kabaddi
- Catégorie:Cricket au Bangladesh

## Artisanats
L'artisanat joue un rôle vital dans la transmission de la culture du Bangladesh. On y trouve des styles uniques dans le textile, l'artisanat du métal, la joaillerie, le bois (bambou, canne à sucre), et la poterie. Le nakshi kantha (patchwork brodés) est originaire du Bangladesh ; autrefois utilisés, ces patchworks peuvent être seulement décoratifs.

### Textiles, cuir, papier
- Arts textiles du Bangladesh (en)
- Jamdani
- Nakshi kantha (en)
- Shital pati

### Poterie, céramique, faïence
- Poterie du Bangladesh (en)

## Patrimoine

### Musées
- Liste de musées au Bangladesh (en)
- Musée Zainul Abedin

### Liste du Patrimoine mondial
Le programme Patrimoine mondial (UNESCO, 1971) a inscrit dans sa liste du Patrimoine mondial (au 12/01/2016) : Liste du patrimoine mondial au Bangladesh.

### Liste représentative du patrimoine culturel immatériel de l’humanité
Le programme Patrimoine culturel immatériel (UNESCO, 2003) a inscrit dans sa liste représentative du patrimoine culturel immatériel de l’humanité (au 10/01/2016) :
- 2008 : Les chants des Bâul[1],
- 2013 : L'art traditionnel du tissage jamdani	Bangladesh[2] (Jamdani),
- 2016 : La Mangal Shobhajatra du Pahela Baishakh[3],
- 2017 : L’art traditionnel du tissage de shital pati de Sylhet[4].

## Source
- (en) Cet article est partiellement ou en totalité issu de l’article de Wikipédia en anglais intitulé « Culture of Bangladesh » (voir la liste des auteurs).